# Heuchera maxima
Heuchera maxima är en stenbräckeväxtart som beskrevs av Edward Lee Greene. Heuchera maxima ingår i släktet alunrötter, och familjen stenbräckeväxter. Inga underarter finns listade i Catalogue of Life.

## Bildgalleri

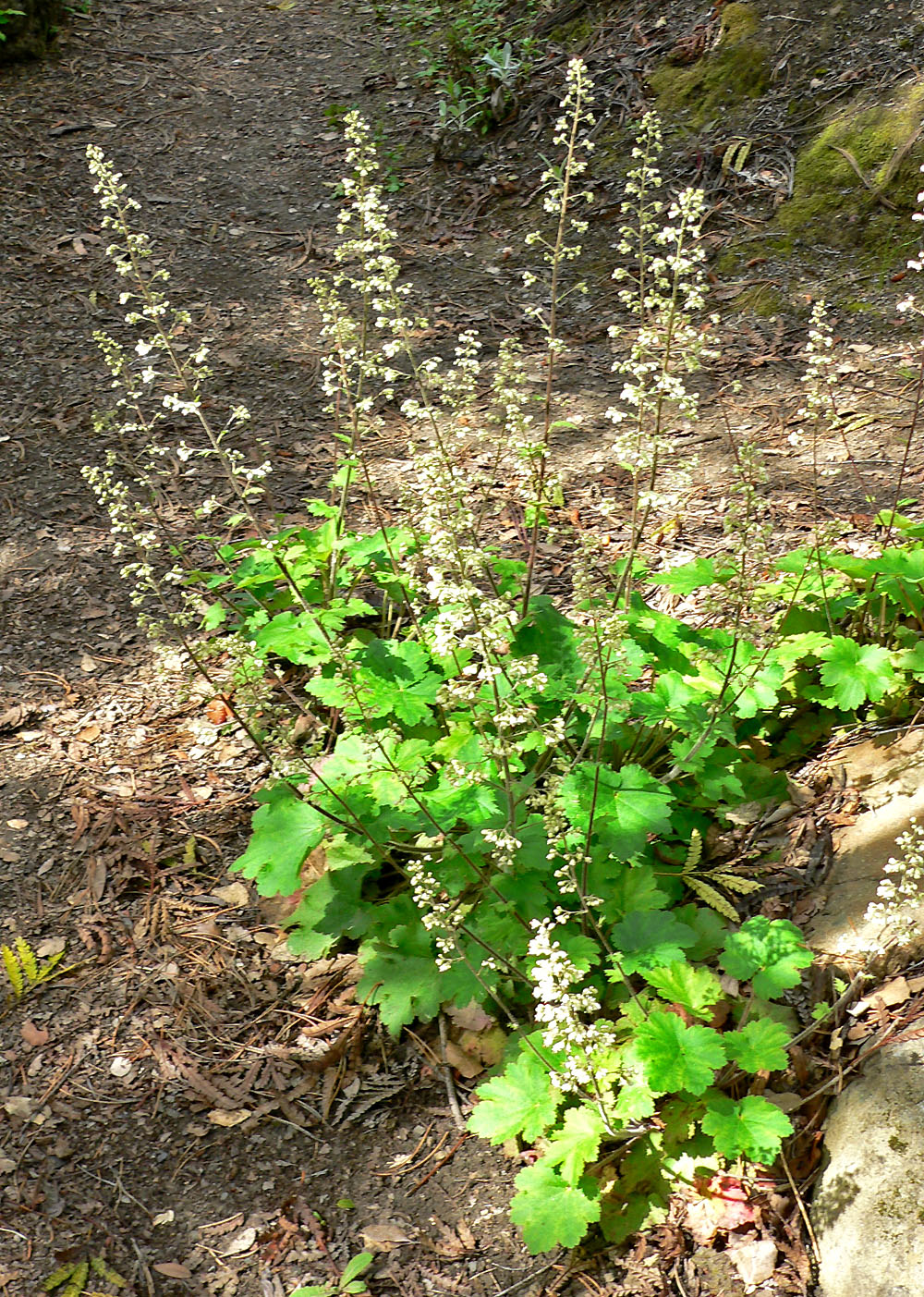
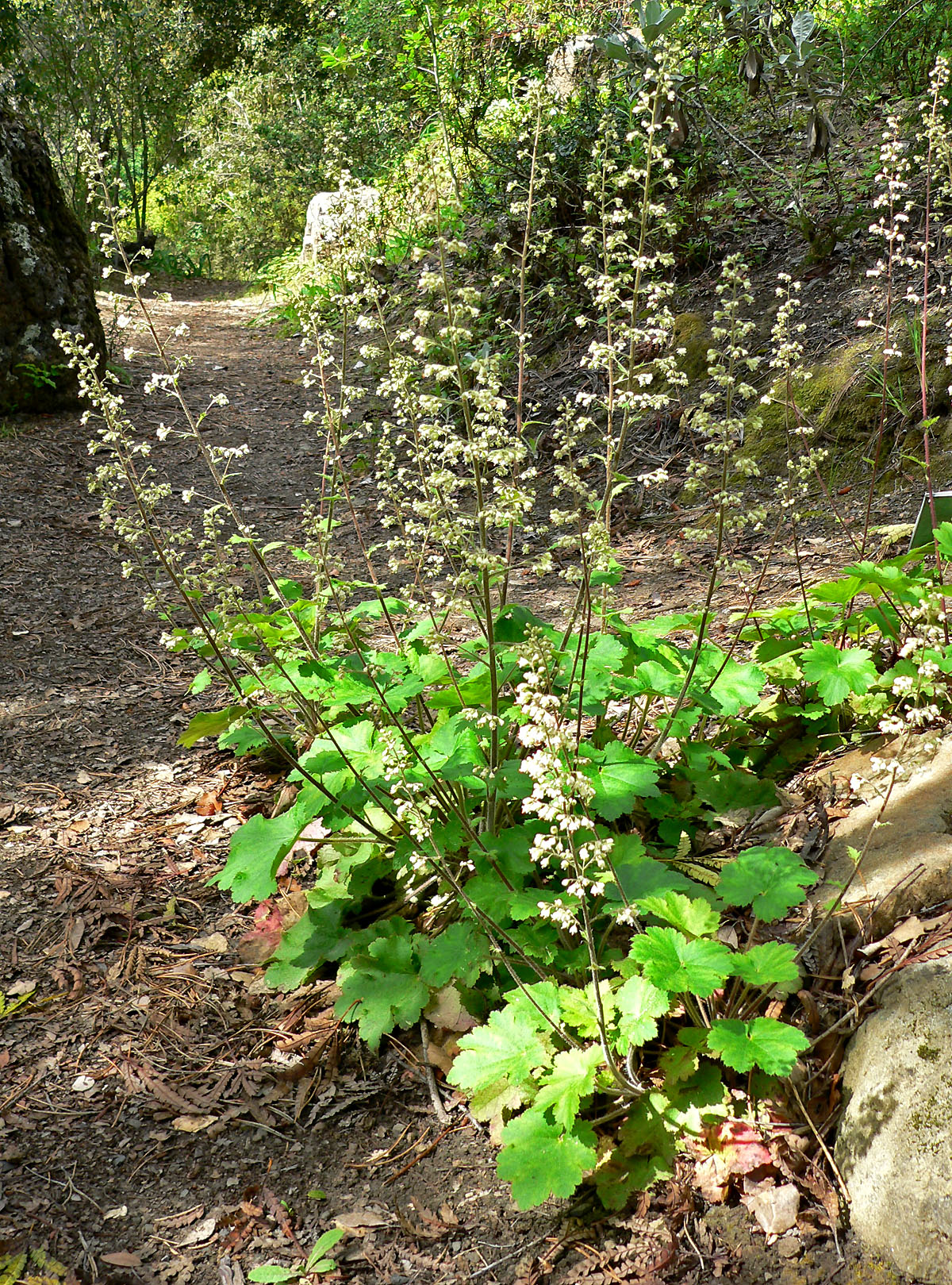
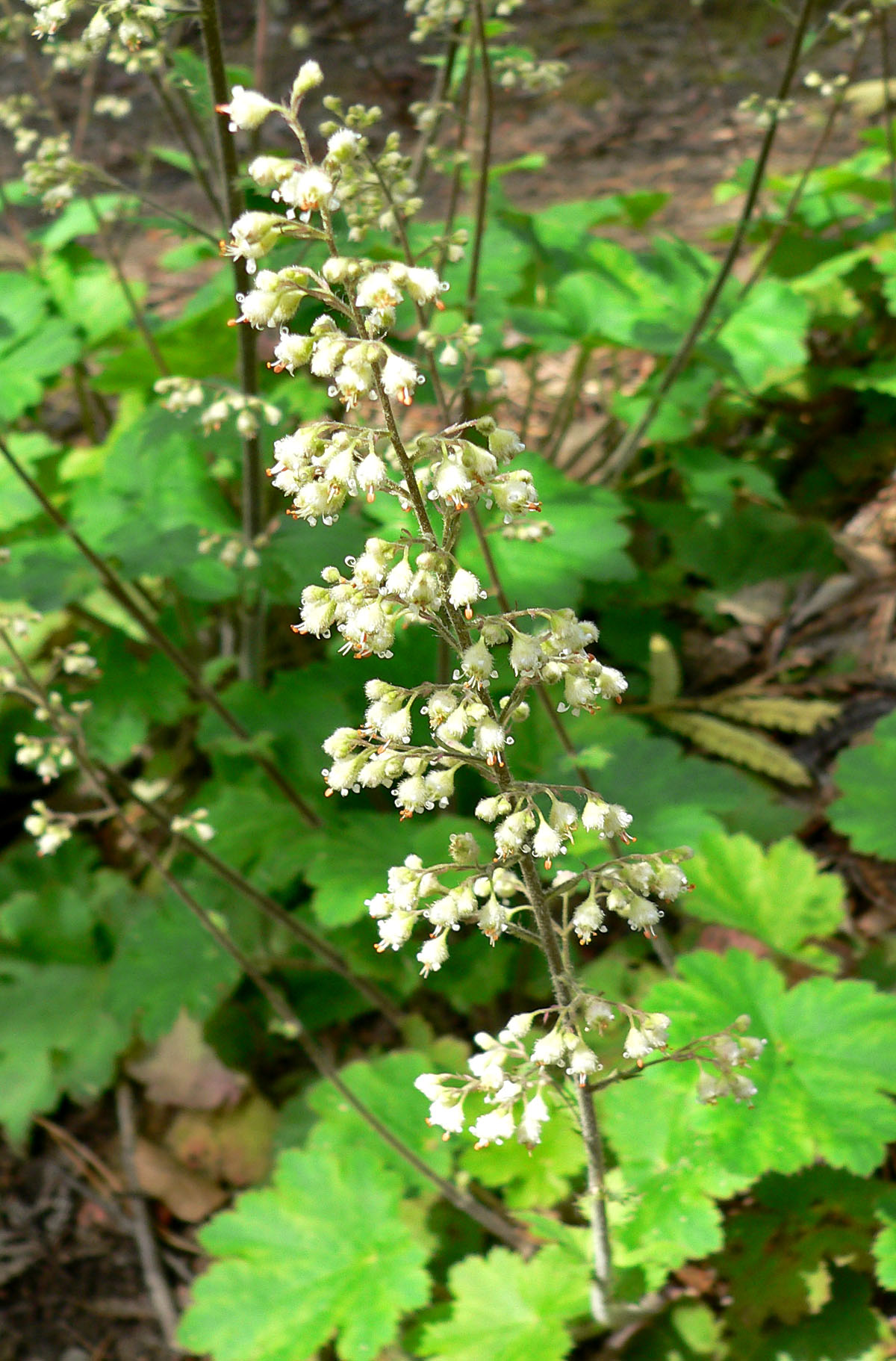
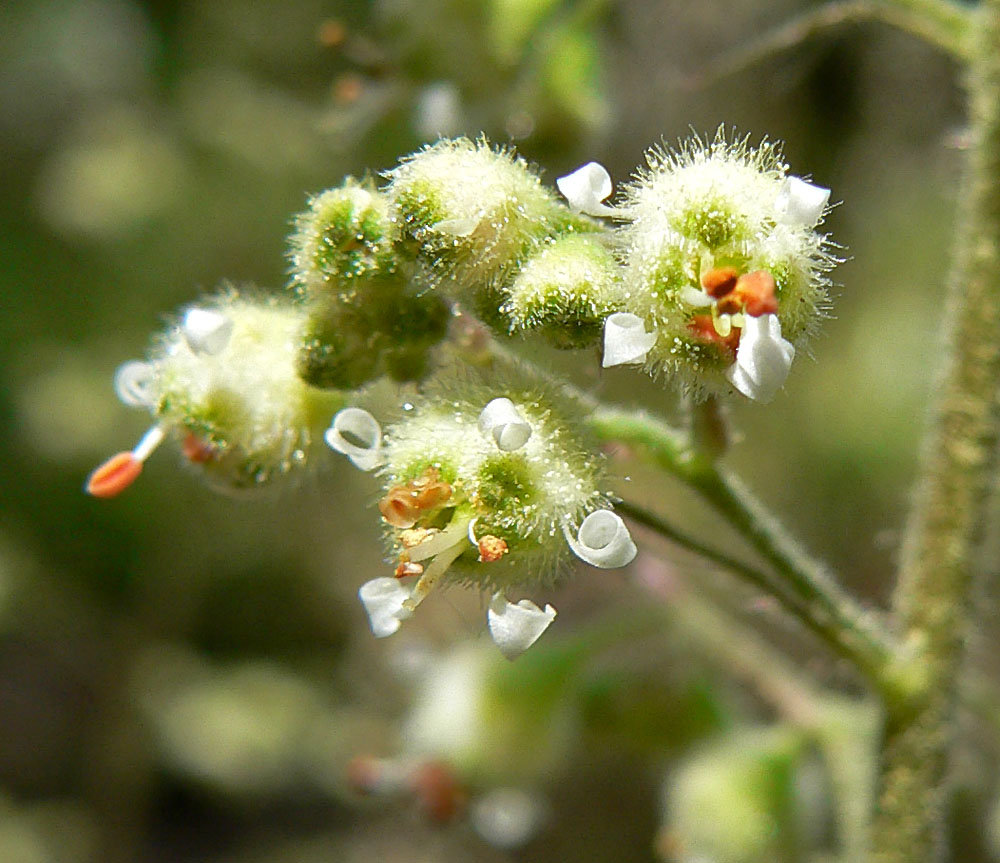
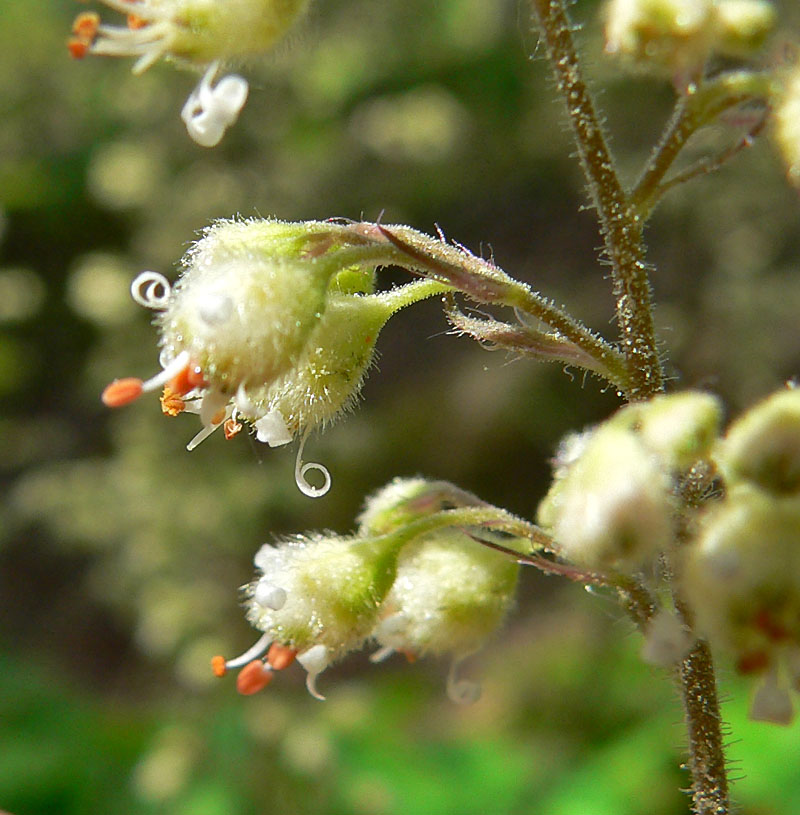
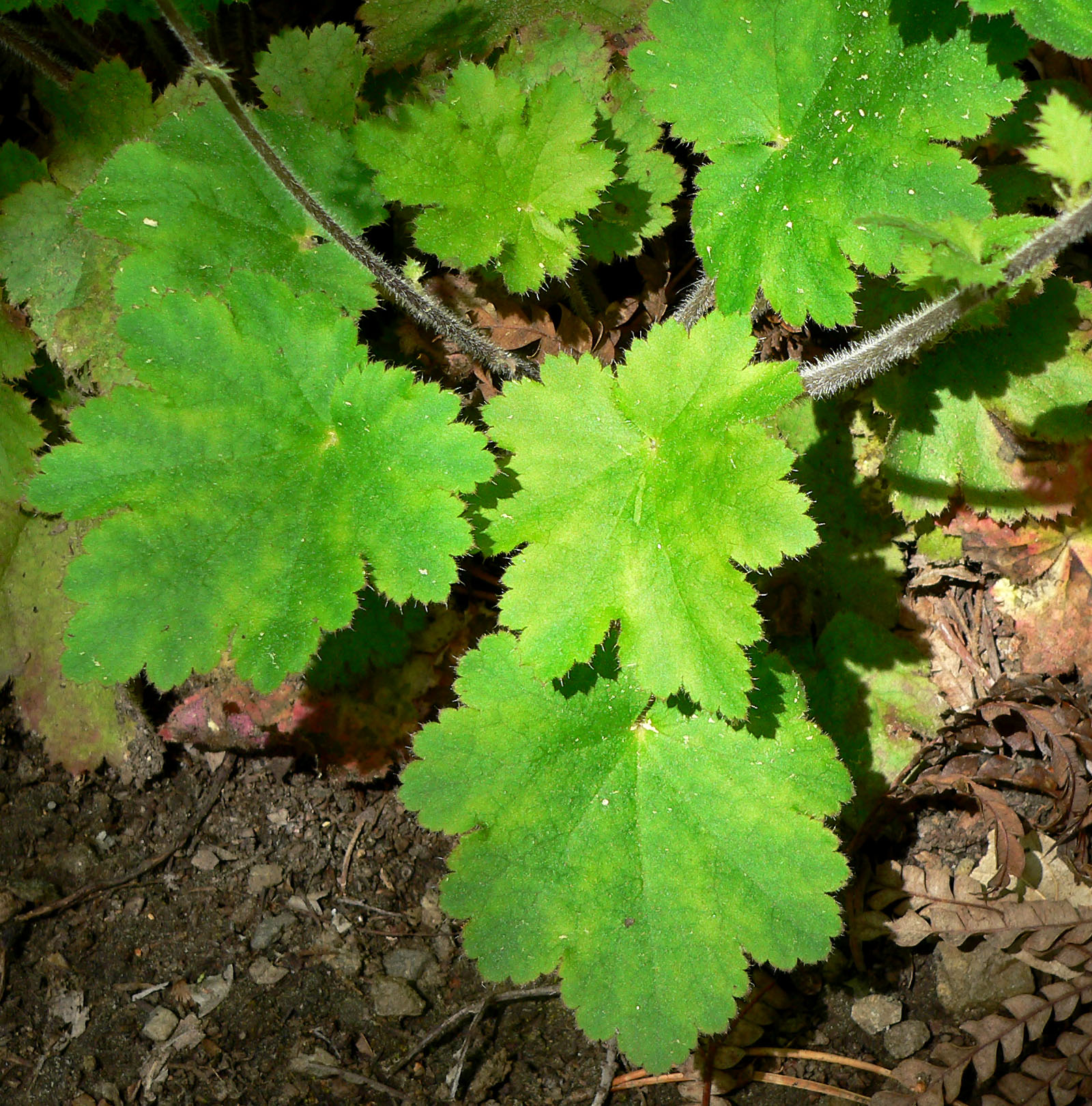